# Yuan’an (Yichang)
Yuan’an (chiń. upr. 远安县; chiń. trad. 遠安縣; pinyin Yuǎn’ān Xiàn) – powiat w północno-wschodniej części prefektury miejskiej Yichang w prowincji Hubei w Chińskiej Republice Ludowej. Liczba mieszkańców powiatu w 2010 roku wynosiła 184532.